# Jonathan Ruvalcaba
José Jonathan Ruvalcaba Peralta (Ciudad de México, 1 de marzo de 1991) es un deportista mexicano, nacionalizado dominicano, que compite en saltos de trampolín y plataforma.
Ganó dos medallas en los Juegos Panamericanos, bronce en 2015 y plata en 2023.

## Palmarés internacional
| Representando a México                  |                  |                   |                 |
| Juegos Panamericanos                    |                  |                   |                 |
| Año                                     | Lugar            | Medalla           | Prueba          |
| 2015                                    | Toronto (Canadá) | Medalla de bronce | Plataforma 10 m |
| Representando a la República Dominicana |                  |                   |                 |
| Juegos Panamericanos                    |                  |                   |                 |
| Año                                     | Lugar            | Medalla           | Prueba          |
| 2023                                    | Santiago (Chile) | Medalla de plata  | Trampolín 1 m   |